# The Swellhead
Pour plus de détails, voir Fiche technique et Distribution.
The Swellhead est un film américain réalisé par James Flood, sorti en 1930.

## Synopsis
Bill "Cyclone" Hickey, un boxeur amateur, est la risée du public, mais c'est un héros pour Mamie Judd, un jeune ouvrière qui vit sur le même palier que lui dans la pension de Maggie Callahan. Mamie convainc le journaliste sportif Johnny Trump de prendre ses économies et de devenir l'entraîneur de Bill. Mais, après quelques victoires, Cyclone prend la grosse tête et insulte Johnny et Mme Callahan. Ils décident de le laisser tomber et il commence à perdre ses combats. Mme Callahan, malade, entend à la radio la retransmission d'un combat que Bill est en train de perdre. Elle implore Johnny d'aller au bord du ring et de le conseiller. Bill gagne le combat et se marie avec Mamie.

## Fiche technique
- Titre original : The Swellhead
- Réalisation : James Flood
- Scénario : Richard Cahoon, Adele Buffington
- Photographie : Arthur Reeves, Jackson Rose
- Son : Dean Daily
- Montage : Richard Cahoon
- Société de production : Tiffany Productions
- Société de distribution : Tiffany Productions
- Pays d'origine :  États-Unis
- Langue originale : anglais
- Format : Noir et blanc  — 35 mm — 1,37:1 — son mono
- Genre : drame
- Durée : 70 minutes
- Dates de sortie : États-Unis : 20 mars 1930

## Distribution
- Johnnie Walker : Bill "Cyclone" Hickey
- James Gleason : Johnny Trump
- Marion Shilling : Mamie Judd
- Natalie Kingston : Barbara Larkin
- Paul Hurst : "Mugsy"
- Freeman Wood : Clive Warren
- Lillian Elliott : Maggie Callahan